# Love of My Life (Queen-Lied)
Love of My Life ist eine Rockballade der britischen Rockband Queen. Das Lied wurde von Freddie Mercury für seine damalige Freundin Mary Austin geschrieben und zuerst 1975 auf dem Album A Night at the Opera veröffentlicht. Der Liedtext scheint auf den ersten Blick ein Liebeslied zu sein, handelt aber eher von Herzeleid. Das Lied wird in der Studioversion mit einer Harfe sowie einem Klavier begleitet. Da es bei fast allen Live-Auftritten von Queen aufgeführt wurde, ist es außerdem auf diversen Live-Alben, unter anderem Live Killers und Live at Wembley ’86, enthalten.
1979 erreichte das Lied in einer Liveversion als Singleauskopplung des Albums Live Killers in den britischen Charts Platz 63.
Love of My Life wurde schnell ein Favorit der Fans und deshalb auf fast allen Live-Auftritten gespielt, wobei Mercury oft das Publikum Teile des Liedes singen ließ. Bei den Live-Auftritten wurde außerdem statt der Harfe immer eine Gitarre verwendet.

## Besetzung
- Freddie Mercury: (Hintergrund-) Gesang, Piano
- Brian May: Gitarre, Harfe
- Roger Taylor: Becken
- John Deacon: Bassgitarre

## Auszeichnungen für Musikverkäufe
| Land/Region                  | Auszeichnungen für Musikverkäufe (Land/Region, Auszeichnung, Verkäufe) | Verkäufe  |
| ---------------------------- | ---------------------------------------------------------------------- | --------- |
| Brasilien (PMB)              | 2× Platin                                                              | 120.000   |
| Dänemark (IFPI)              | Gold                                                                   | 45.000    |
| Italien (FIMI)               | Platin                                                                 | 70.000    |
| Spanien (Promusicae)         | Gold                                                                   | 30.000    |
| Vereinigte Staaten (RIAA)    | Gold                                                                   | 500.000   |
| Vereinigtes Königreich (BPI) | Gold                                                                   | 400.000   |
| Insgesamt                    | 4× Gold · 3× Platin ·                                                  | 1.165.000 |

Hauptartikel: Queen (Band)/Auszeichnungen für Musikverkäufe